# 25368 Gailcolwell
25368 Gailcolwell è un asteroide della fascia principale. Scoperto nel 1999, presenta un'orbita caratterizzata da un semiasse maggiore pari a 2,3882480 UA e da un'eccentricità di 0,0695782, inclinata di 6,46743° rispetto all'eclittica.